# Стадион Царева ћуприја
Стадион Царева ћуприја, такође познат и као стадион ФК БАСК, је фудбалски стадион на Савском венцу, у Београду, на коме игра ФК БАСК. Стадион је отворен 2011. године и капацитета је 1.640 седишта.